# Korpisaari (ö i Kannonkoski, Piispala)
Korpisaari är en liten ö  i Finland. Den ligger i sjön Kivijärvi och i kommunen Kannonkoski i den ekonomiska regionen  Saarijärvi-Viitasaari och landskapet Mellersta Finland, i den centrala delen av landet, 300 km norr om huvudstaden Helsingfors. Öns area är 48,2 hektar och dess största längd är 1 kilometer i nord-sydlig riktning.